# Acipenser
Acipenser Linnaeus, 1758 è uno dei quattro generi appartenenti alla famiglia degli Acipenseridi. È un genere molto antico, del quale sono stati rinvenuti fossili risalenti al Cretaceo superiore. L'areale complessivo, seppur estremamente ridotto rispetto a qualche secolo fa, è ancora molto vasto e si estende per gran parte delle regioni temperate e fredde dell'emisfero boreale. Il maggior numero di specie si rinviene nell'Europa orientale (bacini del mar Nero e del mar Caspio e zone limitrofe), mentre una sola è presente nell'Atlantico.

## Descrizione
Molte specie del genere Acipenser raggiungono grandi dimensioni (alcuni esemplari di storione cinese possono raggiungere i 6 metri di lunghezza e la maggior parte delle specie raggiunge almeno i 2-2,5 metri); le femmine sono più grandi dei maschi, specialmente quando hanno le ovaie cariche di uova, che possono costituire fino al 20% del peso dell'intero animale. Non è presente dimorfismo sessuale. Gli Acipenser si differeziano per il fatto di avere barbigli non nastriformi, ma spesso più o meno compressi, un opercolo che non ricopre completamente le branchie, di cui il margine posteriore rimane scoperto, e spiracoli sempre presenti. La superficie di testa, opercoli e scudi ossei è più o meno ruvida, a causa della presenza di granuli e rugosità. Questi ultimi presentano una punta rivolta all'indietro, collocata in posizione centrale o eccentrica. Le pinne ventrali, la pinna dorsale e quella anale sono situate in posizione molto arretrata; in particolare l'ultima è quasi totalmente posteriore rispetto alla pinna dorsale. Le pinne pettorali hanno forma arrotondata e sono inserite piuttosto in basso sui fianchi. Il lobo superiore della pinna caudale è rivestito sui lati da placchette ossee oblunghe e ha l'apice appuntito, così come quello inferiore.

## Biologia
Alcune specie sono migratrici anadrome, mentre altre trascorrono l'intera esistenza nelle acque dolci. Le specie anadrome risalgono i fiumi in primavera per andare a deporre le uova. Queste sono piuttosto piccole (circa 2,5 mm), ma vengono depositate in numero ingente; negli ultimi decenni, a causa delle gravi difficoltà che questi pesci incontrano nel risalire i fiumi a causa della presenza di chiuse e sbarramenti, le uova vengono deposte anche in prossimità delle foci. Gli avannotti trascorrono in acqua dolce non più di un anno di vita. Gli storioni si nutrono di piccoli invertebrati che vivono sul fondo, ma gli esemplari più grandi catturano anche pesci e grandi crostacei e, talvolta, mangiano sostanze di origine vegetale.

## Tassonomia

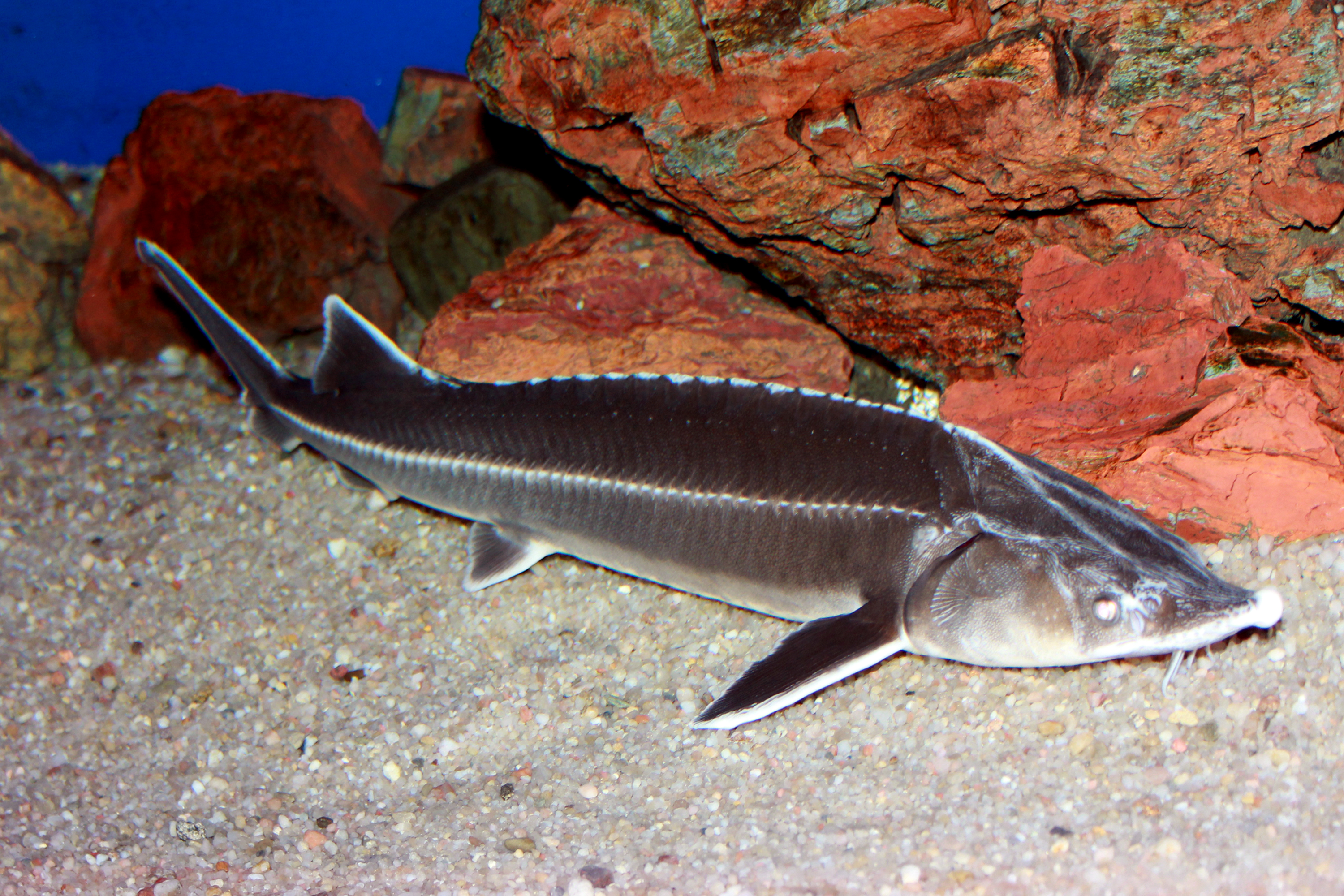
Storione sterleto (A. ruthenus).

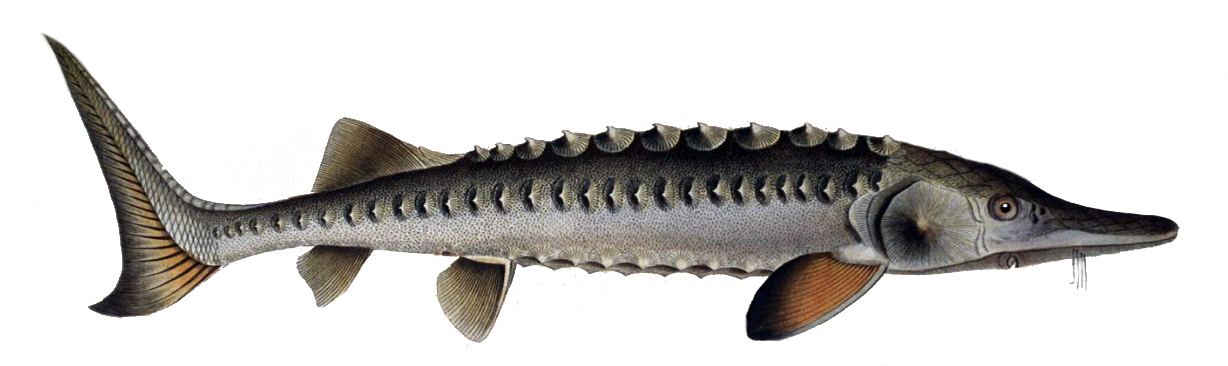
Storione comune (A. sturio).

Con 17 specie, Acipenser è il più grande genere dell'ordine degli Acipenseriformi:
- Acipenser baerii Brandt, 1869 - storione siberiano;
- Acipenser brevirostrum Lesueur, 1818 - storione nasocorto;
- Acipenser dabryanus Duméril, 1869 - storione dello Yangtze;
- Acipenser fulvescens Rafinesque, 1817 - storione di lago;
- Acipenser gueldenstaedtii Brandt e Ratzeburg, 1833 - storione danubiano;
- Acipenser medirostris Ayres, 1854 - storione verde;
- Acipenser mikadoi Hilgendorf, 1892 - storione di Sachalin;
- Acipenser naccarii Bonaparte, 1836 - storione cobice;
- Acipenser nudiventris Lovetsky, 1828 - storione tozzo;
- Acipenser oxyrinchus Mitchill, 1815 - storione atlantico;
- Acipenser persicus Borodin, 1897 - storione persiano;
- Acipenser ruthenus Linnaeus, 1758 - storione sterleto;
- Acipenser schrenckii Brandt, 1869 - storione dell'Amur;
- Acipenser sinensis Gray, 1835 - storione cinese;
- Acipenser stellatus Pallas, 1771 - storione stellato;
- Acipenser sturio Linnaeus, 1758 - storione comune;
- Acipenser transmontanus Richardson, 1836 - storione bianco.

## Conservazione
Fatta eccezione per due specie nordamericane (A. fulvescens e A. transmontanus), tutte le specie di storioni del genere Acipenser sono più o meno minacciate: sono ben dieci quelle che si trovano in pericolo critico. Un complesso di cause (pesca, inquinamento, sbarramenti) ne ha portato alla rarefazione. Gli storioni vengono catturati per la carne, assai pregiata, per le uova (il famoso caviale) e per la vescica natatoria, utilizzata nella preparazione della colla di pesce o nei processi di chiarificazione di alcune pregiate qualità di vino.